# James Eastwood
Pour les articles homonymes, voir Eastwood.
James Eastwood, né en 1918, est un journaliste, scénariste et écrivain britannique, auteur de roman noir, de roman d’espionnage et de novélisation.

## Biographie
Il écrit en 1952, deux novélisations de films américains :
- Murder Inc. du film La Femme à abattre, (The Enforcer), réalisé par Bretaigne Windust et Raoul Walsh en 1951 avec Humphrey Bogart, scénario de  Martin Rackin (en) inspiré par Société anonyme pour assassinats de Sid Feder et Burton B. Turkus (en), Collection L'Air du Temps, Gallimard
- Deadline du film Bas les masques, (Deadline U.S.A.), réalisé par Richard Brooks en 1952 avec Humphrey Bogart et Ethel Barrymore

Entre 1954 et 1966, il écrit des scénarios pour la télévision et le cinéma puis entre 1965 et 1972, deux romans d’espionnage et deux romans noirs.

## Œuvre
- Murder Inc., 1952
  - La Femme à abattre, Oscar no 5, 1952, réédition Éditions Gallimard, coll. « Série noire » no 378, 1957, traduit par Minnie Danzas.
- Deadline, 1952
  - Bas les masques, Série noire no 163, 1953
- The Chinese Visitor, 1965
  - Le Visiteur chinois, Plon, 1965
- Little Dragon from Peking, 1967
  - Le Petit Dragon de Pékin, Plon, 1968
- Come Die With Me, 1969
- Henry in a Silver Frame, 1972

## Filmographie
Il écrit 45 scénarios, essentiellement pour des séries télévisées ou des films TV dont de 1954 à 1959, 16 épisodes de la série télévisée The Vise (en) et de 1962à 1966, 12 épisodes de la série télévisée The Scales of Justice (en).
- 1954 : La Martienne diabolique (Devil Girl from Mars) de David MacDonald